# Longages
Longages (em occitano:  Longatges) é uma comuna francesa na região administrativa da Occitânia, no departamento do Alto Garona. Estende-se por uma área de 21.42 km², com 3.104 habitantes, segundo o censo de 2018, com uma densidade de 140 hab/km².